# 粗尾婴猴
粗尾婴猴（学名：Otolemur crassicaudatus）是一种夜行的灵长类动物，也是婴猴科中最大的成员。

## 身体特征
粗尾婴猴圆脑、大耳、相对小的眼睛。皮毛一般为灰色或深褐色，尾巴尖端为白色或黑色。颜色较浅的粗尾婴猴一般生活在比较干燥、地势较低的地区，颜色较深的粗尾婴猴则甚或在地势较高的潮湿地带。
粗尾婴猴的体长26-47厘米（尾长29-55厘米），体重0.5-2公斤。

## 分布
粗尾婴猴主要分布在非洲南部和东部，是一个常见物种。最大的种群位于安哥拉、坦桑尼亚和肯尼亚南部，以及索马里海岸。

## 行为
种夜行动物。白天栖息在树洞里。它们的食物包括水果、种子、花、昆虫、蛞蝓、爬行类与小鸟等。